# البطولات الفرنسية 1967 (كرة مضرب)
قائمة بطولات البطولات الفرنسية لعام 1967 (المعروفة الآن بدورة رولان غاروس) :

## الكبار

### فردي رجال
روي إيمرسون هزم  توني روتشي، النتيجة: 6-1 6-4 2-6 6-2

### فردي سيدات
فرانسيس دور هزمت  ليزلي تورنر، النتيجة: 4-6 6-3 6-4